# Chi Củ cải ngọt
Chi Củ cải ngọt (tên khoa học: Beta) là một chi thực vật có hoa trong họ Dền (Amaranthaceae). Chi này chứa khoảng 20 loài. Các loại cây trồng được biết đến nhiều nhất là có lẽ là củ dền đỏ và củ cải đường (các giống cây trồng của Beta vulgaris), nhưng một vài loài khác cũng được công nhận. Gần như tất cả các loài đều có thành phần "củ cải" trong tên gọi.
Các loài trong chi này là các cây thân thảo một năm, hai năm hoặc lâu năm không có lông. Thân cây nằm hoặc bò sát mặt đất, có nếp nhăn. Các lá mọc so le, có cuống; phiến lá phẳng, mép lá nhẵn hoặc gần nhẵn. Hoa đơn độc hoặc trong cụm chứa 2-3 hoa mọc ở các phần trên của cành, không có lá bắc, hoàn hảo (lưỡng tính), hợp nhất tại gốc và rụng cùng nhau khi quả bế chín. Bao hoa hình nhạc, 5 phần, chủ yếu dạng cỏ, ít thấy dạng cánh hoa, hợp nhất và cứng lại ở phần gốc, các phần thẳng đứng hay gấp nếp lại, có sống xa trục theo chiều dọc. Nhị hoa 5, đính quanh bầu; các chỉ nhị hình dùi, hợp nhất ở đầu gần; bao phấn thuôn dài. Núm nhụy 2 hay 3(-5), bề mặt núm nhụy có nhú. Quả bế hợp sinh ở đầu gần với bao hoa; vỏ quả mọng hay cứng lại ở ngoại biên. Hạt nằm ngang, hình cầu hơi thuôn; vỏ hạt dai, bóng, rời khỏi vỏ quả; nội nhũ hình khuyên hoặc gần hình khuyên; ngoại nhũ nhiều.

## Các loài
Dưới đây liệt kê một số loài trong chi này
- Beta adanensis
- Beta bourgaei
- Beta campanulata
- Beta carnulosa
- Beta chilensis
- Beta cicla
- Beta corolliflora
- Beta diffusa
- Beta foliosa
- Beta hybrida
- Beta intermedia
- Beta lomatogona
- Beta macrorhiza
- Beta monodiana
- Beta nana
- Beta palonga
- Beta patellaris
- Beta patula
- Beta procumbens
- Beta rapacea
- Beta rubra
- Beta trigyna
- Beta trigynia
- Beta trojana
- Beta vulgaris
- Beta webbiana